# Gaj Koniemłocki
Gaj Koniemłocki is een dorp in de Poolse woiwodschap Święty Krzyż. De plaats maakt deel uit van de gemeente Staszów en telt tachtig inwoners.